# Цупки
Цупки́ — село Харцизької міської громади Донецького району Донецькій області, Україна. Населення становить 87 осіб. Відстань до Харцизька становить близько 12 км і проходить переважно автошляхом Н21.

## Населення
За даними перепису 2001 року населення села становило 87 осіб, із них 12,64 % зазначили рідною мову українську та 87,36 %— російську.